# Markéta Hlasivcová
Markéta Hlasivcová (* 18. října 1959, Praha) je česká knihovnice, básnířka a esejistka. Členka Obce spisovatelů.

## Život
Narodila se a žije v Praze. Vdaná, matka dvou dcer.
V roce 1984 absolvovala Přírodovědeckou fakultu Univerzity Karlovy, poté složila státní rigorózní zkoušku (RNDr.). V roce 2000 ukončila bakalářské studium „Odborný knihovník se specializací na technicko-ekonomické informace“ při NK ČR.
V letech 1992 – 2003 byla zaměstnána v Národní knihovně ČR jako knihovník – informační specialista, od roku 2004 do roku 2019 působila jako vedoucí Odd. služeb čtenářům v Pedagogické knihovně J. A. Komenského.
Od roku 2003 je členkou Literárně dramatického klubu Dialog na cestě (nyní o. s. Dialog na cestě), od roku 2004 pak zástupkyní vedoucí. Spolupodílí se na pořádání akcí Pražského klubu spisovatelů.

## Dílo

### Básnické sbírky
- A ještě dál – společně s dcerou Lucií – (Oftis 2005, ilustrovala Eliška Peroutková)
- Světla je vždycky víc (Blahoslav 2007, ilustrovala Vlasta Polívková)
- Otevři poutníkům (Tribun EU 2009, ilustrace a obraz na obálce Zdeněk Hajný)
- Rubín v plášti noci (Balt East 2013 a 2014, ilustrace a obraz na obálce Zdeněk Hajný)
- Jeho Láska stačí (powerprint 2016)
- Stranou od zástupu (powerprint 2019, ilustrace a obraz na obálce Helena Ševčíková)
- Ticho a tání- společně s Olgou Nytrovou – (powerprint 2021, ilustrace a obraz na obálce Helena Ševčíková)
- Nestačí světa pokladnice - dostupné na https://www.marketa-terezie.cz/kopie-z-o-parku/. [online; cit. 2024-08-20].

### Pohádky
- Maruna, Jan a Hlasivcová, Markéta. Pohádky a vyprávěnky. První vydání. Praha: Powerprint, 2017. 109 stran.
- Maruna, Jan a Hlasivcová, Markéta. Hádula. První vydání. Praha: Powerprint, 2018. 145 stran. .

### Rozhlasové pořady
- Z temnoty očekávání vyšlehne plamen aneb Poselství adventu, prosinec 2007
- Et lux perpetua luceat eis – A světlo věčné ať jim svítí, listopad 2008
- Anděl míru, květen 2009
- Rosu dejte nebesa shůry, prosinec 2009
- Ordo amoris (řád lásky), květen 2010
- Vítr vane kam chce – červen 2010
- společně s Olgou Nytrovou Malý medailon Jana Znoje, leden 2011
- Malý medailon Jana Znoje

### Almanachy
- Stavitelé chrámu poezie, ed. Jiří Halberštát, Agentura KRIGL, Praha, 2010
- Ptáci z podzemí, ed. Vladimír Stibor, Milan Hodek, Praha, 2013
- Rybáři odlivu, Almanach české poezie 2015, ed. Vladimír Stibor, Milan Hodek, Hradec Králové, 2015
- Řezbáři stínů, Almanach české poezie 2016, ed. Vladimír Stibor, Milan Hodek, Hradec Králové, 2016
- Duše plné slov, Almanach Obce spisovatelů ČR 2017, ed. Daniela Kovářová, Havlíček Brain Team, Praha, 2017
- Sedm věků ženy, ed. Natálie Nera, Nakladatelství Petrklíč, Praha, 2017
- Řeka úsvitu, Almanach české poezie 2017, ed. Vladimír Stibor, Milan Hodek, Hradec Králové, 2017
- Noc plná žen, Almanach české poezie 2018, ed. Vladimír Stibor, Milan Hodek, Hradec Králové, 2018
- Delty domovů, Almanach české poezie 2019, ed. Vladimír Stibor, Milan Hodek – Paper Jam, Hradec Králové, 2019
- Ohlédneš-li se, nezkameníš, Almanach české poezie 2021, ed. Vladimír Stibor, Milan Hodek – Paper Jam, Hradec Králové, 2021
- Chléb pouště: almanach české poezie 2022, ed. Vladimír Stibor, Václava Rysková, Hradec Králové, 2022
- Poslední místo u ohně: almanach české poezie 2023,ed. Vladimír Stibor, Václava Rysková, Hradec, Králové 2022

### Sborníky
- Pošli to dál II – kniha vzkazů lidem i Vesmíru, Ústí nad Orlicí, Grantis, 2004
- Dialog na cestě 1, Blahoslav, Praha, 2005 (spolueditorka a spoluautorka)
- Pošli to dál III – kniha vzkazů lidem i Vesmíru, Praha, Chronos, 2005
- Naše a evropská společnost : Sborník projevů pronesených na slavnostním setkání u příležitosti 156. výročí narození T. G. Masaryka v budově poslanecké sněmovny Parlamentu České republiky, Církev čs. husitská a Dialog na cestě, 2006 (spolueditorka)
- Dialog na cestě 2, Blahoslav, Praha, 2006 (spolueditorka a spoluautorka)
- „Nepolitická politika“ a jiná zamyšlení : Sborník projevů pronesených na slavnostním setkání u příležitosti 157. výročí narození Tomáše Garrigue Masaryka v budově Poslanecké sněmovny Parlamentu České republiky, Praha 2007 (spolueditorka)
- Res publica – věc veřejná : Sborník projevů pronesených na slavnostním setkání u příležitosti 158. výročí narození T. G. Masaryka v budově poslanecké sněmovny Parlamentu České republiky, Církev čs. husitská, Praha 2008 (spolueditorka)
- O smyslu vzdělanosti a jiná zamyšlení : Sborník projevů pronesených na slavnostním setkání u příležitosti 159. výročí narození Tomáše Garrigue Masaryka v budově Poslanecké sněmovny Parlamentu České republiky, Církev čs. husitská, Praha, 2009 (spolueditorka)
- Otázky humanitní, mravní, všelidské a národní : Sborník projevů pronesených na slavnostním setkání u příležitosti 160. výročí narození T. G. Masaryka v budově Poslanecké sněmovny Parlamentu České republiky, Církev čs. husitská, Praha 2010 (spolueditorka)
- Blahoslav 2010, kalendář Církve československé husitské, Blahoslav, Praha, 2009 (spolueditorka a spoluautorka)
- „O ČESKÉ OTÁZCE A JINÉ ÚVAHY“ : Sborník projevů pronesených na slavnostním setkání u příležitosti 161. výročí narození Tomáše Garrigua Masaryka v budově Poslanecké sněmovny Parlamentu České republiky, Církev čs. husitská, Praha 2011 (spolueditorka)
- Blahoslav 2011, kalendář Církve československé husitské, Blahoslav, Praha, 2010 (spolueditorka a spoluautorka)
- Jaroslav Vyskočil : Svět nesmí být pro lásku malý, Sebrané dílo, Brno, 2012 (spolueditorka, autorka předmluvy)

### Články
- Odborné publikovány v časopisech Biblio, Bulletin plus NK ČR, Čtenář, Duha, Ikaros
- Eseje a úvahy v časopisech Noviny Farnosti sv. Anežky české, Husita, Český zápas, Křestanská revue

## Recenze
- ZÍTKOVÁ, Irena, Výzva k dialogu. Britské listy, 2007, 12. 3. 2007, s. ISSN 1213-1792 (recenze na sborník Dialog na cestě 2. Vydala církev československá husitská – Blahoslav 2006. Sborník sestavili Olga Nytrová, Markéta Hlasivcová a Václav Strachota. Stran 124, cena neuvedena. ISBN 80-7000-924-1.
- CHEJNOVSKÁ, Anna Marie. Několik slov k básnickým sbírkám. Český zápas, 2008, 88(6), s. 3. Dostupné také v PDF z: <http://www.ccsh.cz/dokumenty/510-cz6web.pdf>. ISSN 0323-1321. Recenze na: Nytrová, Olga. Mince duše v úplňku. Praha: Blahoslav, 2007. Hlasivcová, Markéta. Světla je vždycky víc. Praha: Blahoslav, 2007.
- HELLER, Jan. O sborníku Dialog na cestě. Český zápas 2006, č. 5 str. 3.
- KUČERA, Zdeněk. Naše recenze. Český zápas, 2011, č.6, str. 3. dostupné též na http://www.ccsh.cz/dokumenty/821-cz6web.pdf
- BALABÁN, Milan. Ze sbírek Markéty Hlasivcové. Křesťanská revue, 2012, č. 2 str. 15.
- SVOBODA, Zdeněk. Svět nesmí být pro lásku malý *
- FUCIMANOVÁ, Milena Poezie nebo modlitba https://www.ccsh.cz/view.php?id=3200